# Depilacija
Depilacija ili epilacija je postupak uklanjanja dlačica, s određenih dijelova lica i tijela, mehaničkim putem.
Riječ depilacija (depiliranje) nastala je od latinske reči pilus = dlaka, dodavanjem prefiksa de - od(stranjivanje).
Depilacija je postupak kojim se odstranjuje samo površinski (vidljivi) sloj dlačica, dok je epilacija trajno uklanjanje dlačica s korijenom.
Depilacija nije trajan postupak i potrebno ju je redovito ponavljati. 
Neki od načina depilacije su depilacija voskom, depilacija šećernom pastom, laserska epilacija, epilacija elektrolizom,depilacija kemijskim sredstvima ( kreme za depilaciju ).  

### Depilacija šećernom pastom
Depilacija šećernom pastom jedan je od najstarijih načina za uklanjanje dlačica. Legenda kaže da je egipatska kraljica Kleopatra koristila ovu metodu. Šećerna pasta pravi se od šećera, vode i limunovog soka. Osnovna prednost ove metode je što se pasta lako uklanja s kože. Šećerna pasta za depilaciju sadrži prirodne sastojke, koji njeguju kožu. Zahvaljujući ne agresivnim sastojcima može se koristiti na svim dijelovima tijela i na veoma osjetljivoj koži. Tretmanom šećernom pastom se ne uklanjaju samo dlačice, već i mrtve stanice kože. Depilacija šećernom pastom daje dobre rezultate prilikom uklanjanja izuzetno kratkih dlačica ( 1 -2 mm).